# Stemma della scuola militare Nunziatella
Lo stemma della Scuola militare "Nunziatella" è stato concesso con decreto del presidente della Repubblica del 2 marzo 1954 (aggiornato in base a quanto disposto dallo SME con circolare n. 121 del 9 febbraio 1987 - Giornale Ufficiale del 14 febbraio 1987).

## Blasonatura
La blasonatura ufficiale dello stemma è la seguente :

### Descrizione

Stemma della provincia di Napoli

Lo stemma ha forma di scudo sannitico, trinciato di oro e di rosso alla banda di azzurro; i due colori principali (oro e rosso) sono quelli dello stemma di Napoli; il «puledro allegro di nero» su fondo oro richiama anch'esso il legame tra la Scuola e la città di Napoli essendo uno degli antichi simboli cittadini (dalla creazione della provincia di Napoli è stato utilizzato quale suo stemma); la mano impugnante una «daga di argento manicata d'oro» posta su un libro aperto ricorda le finalità educative della Nunziatella (vita, il libro; armi, la daga); infine i tre gigli (in francese fleur de lys, fiordaliso) ricordano la fondazione, avvenuta il 18 novembre 1787, della Scuola ad opera di Ferdinando IV di Borbone, infatti il giglio – da sempre emblema prediletto dei Re di Francia e simbolo della Madre di Dio – fu adottato dai Borbone dopo la loro salita al trono francese e mantenuto dalle varie linee familiari giunte a governare Spagna, Napoli e Parma; inizialmente i gigli erano in numero indeterminato ma in seguito si ridussero a tre, numero che richiama la Trinità.
In più si hanno, esternamente:
| Immagine | Descrizione                                       |
| -------- | ------------------------------------------------- |
|          | Corona turrita d'oro simboleggiante la Repubblica |
|          | Cartiglio con il motto.                           |

### Motto
La lista bifida è di color oro, svolazzante, collocata sotto la punta dello scudo, incurvata con la concavità rivolta verso l'alto, e riporta il motto: Preparo alla vita e alle armi. Il primo motto concesso ufficialmente, con regio decreto del 6 giugno 1932, era in latino: Victoriæ Regem Dedit, la frase – che in italiano può essere resa con “diede il Re della vittoria” – richiamava il fatto che il Re Vittorio Emanuele III, sovrano durante la vittoriosa prima guerra mondiale, era un ex-allievo della Scuola.

### Fregio
Nella prima concessione del 1954 lo stemma era timbrato dal fregio pluriarma riservato alle Scuole:
Questo ornamento fu sostituito da una corona turrita d'oro secondo quanto prescritto dalla circolare dello Stato maggiore dell'Esercito n. 121 del 9 febbraio 1987.

### Nastri
Lo stemma è provvisto di un nastro, che simboleggia la Medaglia di bronzo al valore dell'Esercito. Secondo le norme vigenti, l'altra decorazione alla bandiera, la Croce d'oro dell'Arma dei Carabinieri, non produce conseguenze da un punto di vista araldico, essendo "al merito".

### Stemmi e motti storici della Nunziatella
Oltre ai due motti concessi la Nunziatella fece precedentemente uso di altri motti accompagnati allo stemma di Stato allora in uso; fa eccezione lo stemma in uso dal 1932 al 1944 che richiama in parte lo stemma attuale ed è accompagnato dal motto concesso nel 1932.

Stemma e motto – Arma, viri, ferte arma – della Nunziatella (1787-1805) e (1816-1860)
Stemma e motto – Multos labores, magnis meritis – della Nunziatella (1806-1815)
Stemma e motto – Et pace et bello – della Nunziatella (1861-1931)
Stemma e motto –Victoriæ regem dedit – della Nunziatella (1932-1944)
Stemma e motto - Preparo alla vita ed alle armi - della Nunziatella (1950-1987)